# Koudekerke (Walcheren)

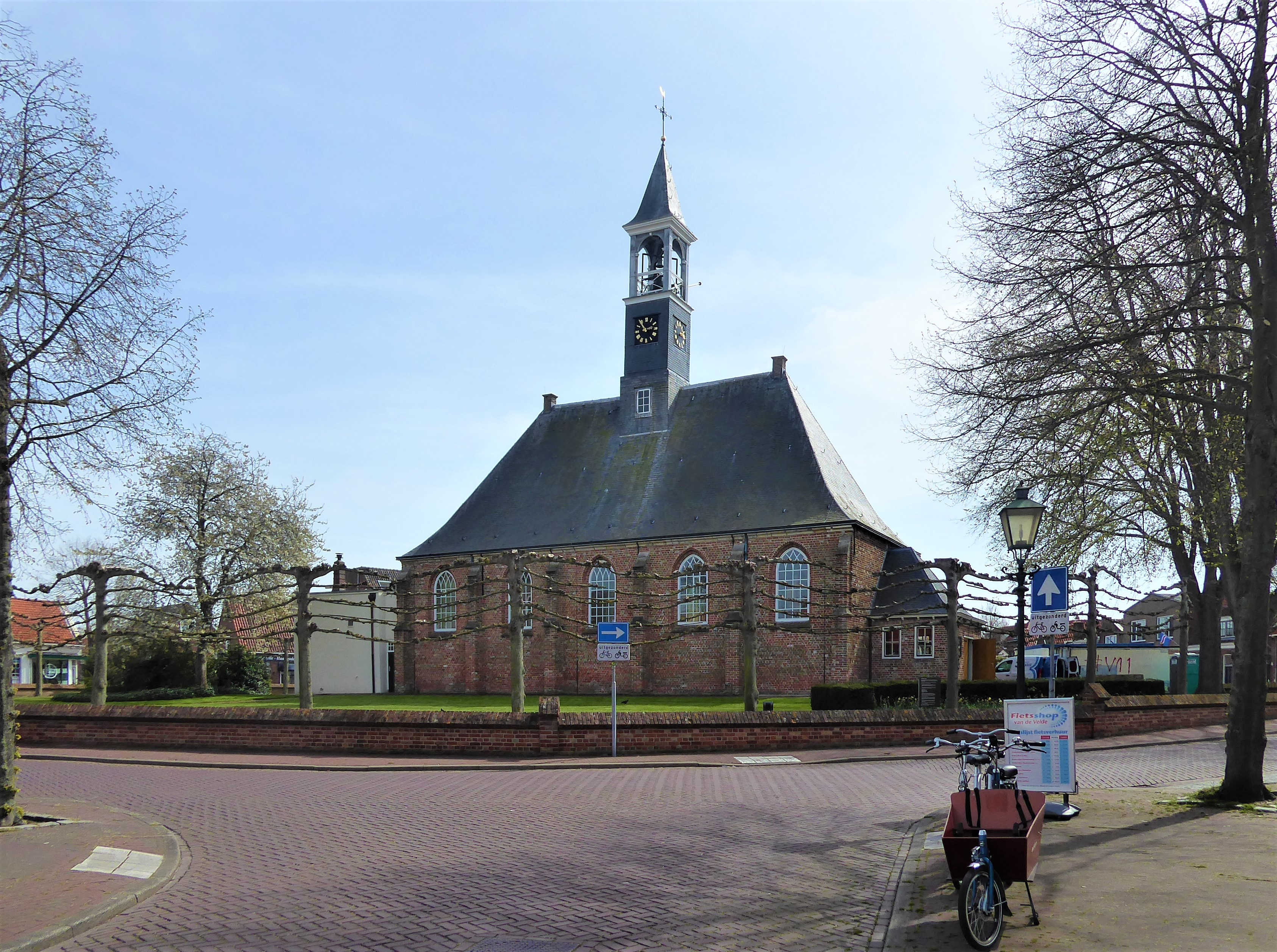
Michaëlskerk

Koudekerke (Zeeuws: Koukerke) is een dorp gelegen op Walcheren in de gemeente Veere, in de Nederlandse provincie Zeeland. Het was tevens de naam van een gemeente die van 1811 tot half 1966 heeft bestaan. Met 3.465 inwoners per 1 januari 2023 is Koudekerke het grootste dorp van de gemeente. Er wonen relatief veel forensen en senioren. Het dorp heeft een traditionele band met het aan de kust gelegen Dishoek.

## Geschiedenis
Koudekerke is rond 1067 gesticht, nabij een drietal vliedbergen. Het ligt zoals bijna alle dorpen op Walcheren op een kreekrug. Het is een typisch kerkringdorp, met bebouwing in een ring rond de kerk en hieromheen een regelmatige ring van straten. De vorm van het dorpsplein herinnert nog aan de oude gotische kerk die hier vroeger heeft gestaan.
In de 17e eeuw kende vooral Middelburg, als tweede handels- en havenstad van de Republiek der Zeven Verenigde Nederlanden, een bloeiperiode en verschenen er rond Koudekerke diverse buitenplaatsen waarvan Ter Hooge en Huis der Boede de voornaamste nog bestaande zijn.
Tijdens de Tweede Wereldoorlog legden de Duitse bezetters bij Koudekerke een landfront aan, als onderdeel van de Atlantikwall. Tegenwoordig herinneren de vele bunkers en de tankgracht nog aan deze periode.
Na de oorlog was Koudekerke het ideale dorp voor arbeiders van De Schelde om te wonen. Hierdoor is het dorp snel gegroeid. Ook tegenwoordig wonen er nog relatief veel forensen, hoewel er ook nog veel originele Koudekerkenaren zijn. Koudekerkenaren worden door veel Walchenaren ook wel moppenvreters, of vuulte ("onkruid") genoemd, hoewel dat laatste als een scheldwoord mag worden beschouwd.

## Gemeente
De gemeente Koudekerke was een uitgestrekte gemeente. In het westen was de Noordzee de gemeentegrens, in het oosten reikte de gemeente tot aan de singels van Middelburg, waaronder de buurtschap 't Zand. Ook een gebied ten oosten van het Kanaal door Walcheren, tot aan de Oude Vlissingseweg, behoorde nog tot de gemeente.
Met ingang van 1 november 1941 werd dit aan Middelburg grenzende gedeelte door de Duitse bezetter toegevoegd aan de gemeente Middelburg. Het gevolg was dat de buitenplaats Torenvliet, het hoofdkantoor van elektriciteitsmaatschappij PZEM en de Oude en de Nieuwe Vlissingseweg in Middelburg kwamen te liggen.
Op 1 juli 1966 eindigde het zelfstandig bestaan van de gemeente Koudekerke. Het zuidoostelijk deel ging naar Vlissingen (Lammerenburg), een noordoostelijk stuk ging naar Middelburg (met Ter Hooge) en de rest werd onderdeel van de gemeente Valkenisse, samen met Biggekerke en Zoutelande. Op 1 januari 1997 ging de gemeente Valkenisse op in de nieuwgevormde gemeente Veere. Alleen de Galgewei en een klein stukje van de Meliskerkse Watergang gingen naar de gemeente Vlissingen.

## Monumenten
Koudekerke telt dertien inschrijvingen in het rijksmonumentenregister, waaronder de 17e-eeuwse neogotische Michaëlskerk op het dorpsplein en de koren- en pelmolen De Lelie aan de oostzijde van het dorp.

## Geboren in Koudekerke
- Johannes Walaeus (1604 of 1607 - 1649), medicus en hoogleraar
- Carolus Joannes Pické (21 april 1831), advocaat en politicus
- Gerard von Brucken Fock (28 december 1859), componist en kunstschilder
- Hugo Jozias de Dreu (17 maart 1893), politicus
- Cornelis Vlot (1906), verzetsstrijder